# 紐約軍事學院
纽约军事学院 （英語：New York Military Academy，缩写为NYMA） 是一所大学预科寄宿学校，位于美国纽约州小镇康沃尔，在纽约市以北97公里。它是美国最古老的军校之一，最初是一所男校，1975年开始招收女学生。美国第45、47任总统特朗普1964年从该校毕业。

## 历史
NYMA作为一所具有军事结构的大学预备学校有着悠久的历史，招收来自纽约大都会地区以及全国各地的学生。它是由附近的 peek技艺军事学院的一名前学员指挥官创建的: 
NYMA是由查尔斯·杰斐逊·赖特于1889年创立的一个南北战争老将和前教师从新罕布什尔州他认为，军事结构为学习成绩提供了最好的环境，这是学校仍然坚持的理念。赖特的继任者塞巴斯蒂安·琼斯从1894年到1922年主持了该学院的工作，在学院最关键的时期，从一个由48名年轻的小机构组成，通过1910年的一场灾难性的火灾，以及整个广泛的重建过程中，他一直在指导学院的发展程序。
此前，该公司招收了五年级的学生但后来只录取了八年级的学生。 (在一些年份，校园还主办了一所非军事 "NYMA初中" 一年级至六年级。)
随着时间的推移， 校园从30英亩扩大为550英亩，在20世纪60年代，入学人数达到了525学生的高峰。自1975年以来，女孩一直被录取。 NYMA 是美国军事学院和学校协会以及其他几个学校协会的成员。

### 财政困难
由于经济问题和入学人数已减少到145名学生，学校定于2010年6月关闭。然而一群校友和当地商界人士制定了拯救学校的计划，在几周内筹集了近600万美元的资金。
該校2015年9月宣布破產，拍賣時被中國大陸搜房網董事長莫天全擔任負責人的非營利性組織「自然保護研究中心」買下。曼哈頓明星高中史岱文森高中的首位亞裔校長張潔於2016年至2019年出任該校校長。